# Tarik Brkic
Tarik Brkic (* 10. Jänner 2006) ist ein österreichischer Fußballspieler.

## Karriere

### Verein
Brkic begann seine Karriere beim ASKÖ Ebelsberg Linz. Zur Saison 2012/13 wechselte er zum ASKÖ Donau Linz. Im September 2014 wechselte er in die Jugend des LASK. Im März 2018 schloss er sich dem FC Pasching an. Zur Saison 2018/19 kehrte er wieder zum LASK zurück. Zur Saison 2019/20 wechselte er zum FC Blau-Weiß Linz.
Zur Saison 2020/21 wechselte Brkic in die Akademie des SK Sturm Graz, bei dem er fortan sämtliche Altersstufen durchlief. Im August 2023 debütierte er für die zweite Mannschaft von Sturm in der 2. Liga, als er am zweiten Spieltag der Saison 2023/24 gegen den First Vienna FC in der 77. Minute für Alexandar Borkovic eingewechselt wurde. Insgesamt kam er zu neun Zweitligaeinsätzen für Sturm II.
Zur Saison 2024/25 wechselte er zu den drittklassigen Amateuren des LASK. Im Jänner 2025 wurde er in den Bundesligakader der Linzer befördert.

### Nationalmannschaft
Brkic spielte im September 2021 erstmals für eine österreichische Jugendnationalauswahl. Im September 2022 debütierte er gegen Dänemark für die U-17-Mannschaft.